# Hans Schmitt (Pianist, 1835)
Hans Schmitt (* 14. Mai 1835 in Koken; † 14. Januar 1907 in Wien) war ein österreichischer Klavierpädagoge, Pianist und Komponist.

## Leben und Werk
Hans Schmitt war zunächst als Oboist in Bukarest und der Hofkapelle in Wien tätig. Ein Halsleiden zwang ihn, das Oboespiel aufzugeben. Als 25-Jähriger wurde er nun Klavierschüler von Josef Dachs am Wiener Konservatorium. 1862 wurde er selbst dort Klavierlehrer. Er leitete von 1875 bis 1900 Klavierausbildungsklassen des Konservatoriums.
Er schrieb Klavierstücke für Ausbildungszwecke: 300 Etüden ohne Oktavenspannung, Vademecum, Fundamente der Klaviertechnik (2 Teile, 14 Hefte), Zirkel-Übungen, die instruktive Ausgabe von Muzio Clementis Gradus ad Parnassum, Repertoirestudien für Klavier (4 Hefte). Darüber hinaus schrieb er Klavierstücke, Lieder und eine Oper. Er veröffentlichte in Anlehnung an Louis Köhler Das Pedal des Klaviers (Wien 1875, englisch 1893).